# Cytadela w Irbilu
Cytadela w Irbilu – zespół dawnej osady obronnej, zlokalizowany w Irbilu w Kurdystanie. 
Cytadela, stanowi stanowisko archeologiczne typu tell, utworzone przez wielokrotne nadbudowywanie kolejnych osiedli w tym samym miejscu. Powstało w ten sposób owalne wzgórze o powierzchni ok. 10 ha, wznoszące się ok. 28–32 m powyżej otaczającego je miasta. Na powierzchni wzgórza znajduje się zniszczona zabudowa z okresu późnego Imperium Osmańskiego (XIX–XX wiek), z zachowanym wachlarzowatym układem ulic prowadzących od głównej bramy. Pod tą zabudową kryją się warstwy wcześniejszych fortyfikacji, sięgających czasów Sumerów. Prowadzone na terenie osady badania archeologiczne zmierzają do poszerzenia wiedzy na temat asyryjskiego miasta Arbela, na którego miejscu leży Irbil. 
W 2006 roku rząd Kurdystanu zainicjował program ochrony i konserwacji cytadeli oraz wypromowania jej jako atrakcji turystycznej Iraku. W 2014 roku cytadela została wpisana na listę światowego dziedzictwa UNESCO.